# Aci Castello
 (février 2016).
Si vous disposez d'ouvrages ou d'articles de référence ou si vous connaissez des sites web de qualité traitant du thème abordé ici, merci de compléter l'article en donnant les références utiles à sa vérifiabilité et en les liant à la section « Notes et références ».
Aci Castello est une commune de la province de Catane dans la région Sicile en Italie.

## Toponymie
Jaci Casteddu en sicilien

## Géographie
Son territoire communal borde l'archipel des îles Cyclopes, aire marine protégée.

## Histoire
On pense que l'origine d'Aci Castello et des autres Aci remonte à la mystérieuse cité grecque disparue de Xiphonia, dont le site se trouverait sur la commune d'Aci Catena. Les poètes Virgile et Ovide ont fait naitre ce mythe avec l'histoire d'amour entre la nymphe Galatée et un berger du nom d'Acis. Le cyclope Polyphème, jaloux l'écrasa sous un rocher. Galatée changea son sang en un fleuve.
À l'époque romaine, il existait une ville du nom d'Akis qui participa aux guerres puniques.
L'histoire de la ville médiévale de Jachium puis de l'arabe Al-Yag coïncide point pour point à celle du château d'Aci.
C'est à cette époque que fut fondé le Sanctuaire de Valverde (it).
Puis l'histoire d'Aci Castello correspond jusqu'à la fin du XVIIe siècle avec celle des autres territoires d'Aci à  laquelle on peut se référer.
Sous la domination espagnole, au XVIIe siècle, l'extraordinaire développement économique d'Aquilia Nuova (Acireale), produisit des différences et des rivalités avec les autres fermes d'Aci qui demandèrent une autonomie administrative. Celle-ci fut obtenue un peu plus tard donnant naissance à : Aci Bonaccorsi (1652), Aci Castello (1647) (comprenant aussi Aci Trezza), Aci San Filippo et Aci Sant'Antonio (1628) (comprenant aussi Aci Valverde, Aci Santa Lucia et Aci Catena).
Au XIXe siècle, c'est dans le hameau d'Aci Trezza, au bord de la mer, que l'écrivain Giovanni Verga plaça l'intrigue de son roman I Malavoglia (Les Malavoglia).

### Nécropole grecque
Dans les années 1950, lors des excavations pour la construction d'une école primaire dans la zone « Vigna vecchia » les traces d'une vaste nécropole ont été mises au jour. D'autres vestiges ont été trouvés dans les années 1970 et à la fin des années 1990 indiquant que l'étendue de la nécropole était d'au moins un hectare. Cette découverte n'a pas suscité beaucoup d'intérêt et entretemps la zone s'est fortement urbanisée dispersant les traces.

### Château d'Aci
C'est au château d'Aci d'origine byzantine rénové par les Normands que la commune doit son nom.
Il est élevé sur un promontoire au-dessus de la mer.

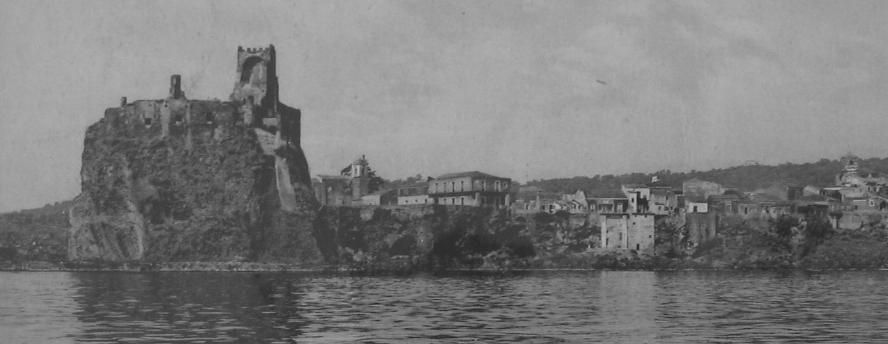
Aci Castello vue de la mer, au début 1900.

## Administration
| Période                                  | Période | Identité           | Étiquette    | Qualité |
| ---------------------------------------- | ------- | ------------------ | ------------ | ------- |
| Les données manquantes sont à compléter. |         |                    |              |         |
| 27 juin 2004                             | 2009    | Silvestra Raimondo | Forza Italia |         |

### Lieux-dits
Aci Trezza, Ficarazzi (it), Cannizzaro (it)

### Communes limitrophes
Aci Catena, Acireale, Catane, San Gregorio di Catania, Valverde